# Santa María Tindú
Santa María Tindú är en ort i Mexiko.   Den ligger i kommunen Heroica Villa Tezoatlán de Segura y Luna och delstaten Oaxaca, i den sydöstra delen av landet, 250 km sydost om huvudstaden Mexico City. Santa María Tindú ligger 1 971 meter över havet och antalet invånare är 471.
Terrängen runt Santa María Tindú är kuperad. Runt Santa María Tindú är det ganska glesbefolkat, med 43 invånare per kvadratkilometer. Närmaste större samhälle är Santiago Juxtlahuaca, 18,9 km söder om Santa María Tindú. I omgivningarna runt Santa María Tindú växer huvudsakligen savannskog.